# Biswamoy Biswas
Biswamoy Biswas (2 de junio de 1923 - 10 de agosto de 1994) fue un ornitólogo de la India.
Biswas nació en Calcuta, siendo hijo de un profesor de geología. Estudió en el Museo Británico, en el Museo Zoológico de Berlín junto con Erwin Stresemann y también en el American Museum of Natural History junto con Ernst Mayr. Recibió el título de doctor en 1952 por la universidad de Calcuta. 
Posteriormente dirigió la sección de aves y mamíferos del Zoological Survey of India. Algunos de sus trabajos más importantes tratan sobre aves de Nepal y Bután.

## Abreviatura (zoología)
La abreviatura Biswas  se emplea para indicar a Biswamoy Biswas como autoridad en la descripción y taxonomía en zoología.